# 本田收藏館
本田收藏館創立於1998年，是一個交通博物館，設立地點位於日本栃木縣芳賀郡茂木町茂木賽道當中，這個博物館採取動態收藏，收藏的車輛超過350輛，過去在鈴鹿賽道所收藏的所有珍藏品，目前均已經搬到本田收藏館，由本田的子公司茂木賽道Mobilityland負責運營。

## 收藏品
由於博物館的創立精神，希望是朝著動態收藏的方式進行，也就是說每一部收藏的車輛，隨時都要保持能夠發動的狀態，因此技師們會定期養護這些車輛，本田收藏館也會不定期地舉辦活動，讓車迷們回味過去經典的年代。
以下博物館內珍藏的車款：
- 十九世紀
  - Daimler Reitwagen（複刻品）

- 二十世紀
  - Honda Dream A 1947年首款帶有本田名稱的產品
  - Honda RC142 1959 年谷口尚己（日语：Naomi Taniguchi）獲得的第一個Honda MotoGP積分
  - 2RC143  1961 年首次贏得馬恩島 TT
  - T360 皮卡車 本田於 1963 年推出的第一款四輪汽車[3]
  - RA272  本田在 1965 年的第一個一級方程式冠軍
  - NR500 — 橢圓活塞賽車和本田1979 年的第一輛V-4[4][5]

- 廿一世紀
  - ASIMO和本田的E系列[6]
  - P系列原型人形機器人[7]
  - 電動滑板車折疊箱